# Skrzypnia (przystanek kolejowy)
Skrzypnia – zlikwidowany wąskotorowy przystanek kolejowy w Skrzypni na linii kolejowej Twardów Mijanka – Czermin, w powiecie pleszewskim, w województwie wielkopolskim, w Polsce.